# Lanceonotus argutus
Lanceonotus argutus är en insektsart som beskrevs av Capener 1972. Lanceonotus argutus ingår i släktet Lanceonotus och familjen hornstritar. Inga underarter finns listade i Catalogue of Life.